# Anders W. Berthelsen
Anders Wodskou Berthelsen (* 28. September 1969 in Rødovre Kommune) ist ein dänischer Film- und Theaterschauspieler.

## Leben
Anders Berthelsen ist der mittlere von drei Brüdern. Seine Eltern lebten nacheinander in Kopenhagen, Odense und schließlich in Kolding, wo er aufgewachsen ist. Seit 1999 ist er mit der Produzentin Christina Pind verheiratet; sie haben 2008 eine Tochter bekommen.
Seine erste Rolle hatte er 1996 in Niels Arden Oplevs Film Portland. 1996 und 1997 spielte er eine Hauptrolle in der DR-Serie TAXA. Seinen großen Durchbruch hatte er in den beiden Dogma-95-Filmen Mifune und Italienisch für Anfänger. Von 2004 bis 2007 spielte er in der für einen Emmy nominierten Serie Krøniken mit.
Berthelsen wurde mehrfach für Filmpreise nominiert: 1999 für den Europäischen Filmpreis als Bester Darsteller für seine Rolle in Mifune. Er wurde acht Mal für den Bodil und elf Mal für den dänischen Filmpreis Robert nominiert. Seinen ersten Robert für die Beste Hauptrolle erhielt er mit der siebten Nominierung in der gleichen Kategorie für seine Darstellung von dem Musiker Flemming Jørgensen in der von Henrik Ruben Genz inszenierten Filmbiografie Bamse. Einen Bodil hat er bis heute nicht erhalten. Auf dem Bordeaux International Festival of Women in Cinema wurde er 2001 zusammen mit Peter Gantzler und Lars Kaalund für seine Rolle in Italienisch für Anfänger mit einer Golden Wave ausgezeichnet.

## Filmografie
- 1996: Portland
- 1999: Mifune – Dogma III (Mifunes sidste sang)
- 1999: Pizza King
- 2000: Italienisch für Anfänger (Italiensk for begyndere)
- 2000: Das Gewicht des Wassers (The Weight of Water)
- 2001: Fukssvansen
- 2002: Kletter-Ida (Klatretøsen)
- 2003: Se dagens lys
- 2004: Blinded
- 2004: Tæl til 100
- 2004: King’s Game (Kongekabale)
- 2006: Der Traum (Drømmen)
- 2006: Der var en gang en dreng
- 2007: Den sorte Madonna
- 2007: Cecilie
- 2007: Bedingungslos (Kærlighed på film)
- 2007: Insel der verlorenen Seelen (De fortabte sjæles ø)
- 2008: Worlds Apart (To verdener)
- 2008: Dansen
- 2008: Was niemand weiß (Det som ingen ved)
- 2010: Die Wahrheit über Männer (Sandheden om mænd)
- 2011: Håkan Nessers Inspektor Barbarotti – Verachtung
- 2011: Superclassico …meine Frau will heiraten! (SuperClásico)
- 2012: Kommissarin Lund – Das Verbrechen (Forbrydelsen, Fernsehserie)
- 2018: Ditte & Louise
- 2019: 398 Tage – Gefangener des IS (Ser du månen, Daniel)
- 2019: Kidnapping (DNA, Fernsehserie)
- 2020: Erna im Krieg (Erna i krig)
- 2022: Bamse